# Arnold Damen
Arnold Damen (Etten-Leur, 1815 – Omaha, 1890) was een Nederlands geestelijke van de Rooms-Katholieke Kerk, werkzaam als missionaris in de Verenigde Staten. Hij richtte verschillende parochies en scholen op in Chicago en was in zijn tijd de bekendste missionaris van Noord-Brabantse bodem.

## Scholing
Damen werd geboren op 20 maart 1815 in Leur (Etten-Leur), Korte Brugstraat 44/46. Hij was het zevende kind van Jan Damen en Johanna Damen-Oomen.
Damen genoot zijn middelbaar onderwijs in Turnhout aan het Institut De Nef, waar hij voor het eerst pater De Smet ontmoette. Geïnspireerd door de verhalen van deze Belgische priester-missionaris over het werken met 'indianen', trad hij in november 1837 toe tot de orde der Jezuieten en ging met De Smet mee naar diens seminarie St. Stanislav in Florissant, Missouri. Damen was toen 22 jaar. Hier doorliep hij zijn noviciaat en werd uiteindelijk tot priester gewijd in 1844. Damen begon als hulpkapelaan in Saint Louis. In 1847 werd hij pastoor van die parochie, waar hij ook een jongensschool oprichtte.

## Bouwpastoor
In 1856 vroeg de bisschop van Chicago Damen om te komen prediken en 'bouwpastoor' te worden, samen met vier anderen. In 1857 startte Damen een parochie en de bouw van de Holy Family Church voor de vele Ieren die naar Chicago kwamen. Damen bleek een goede fondsenwerver, zowel bij zijn missiereizen als in Nederland en België; de kerk werd al in 1860 voltooid. In de volgende twintig jaren zouden er nog vijftien gebouwen aan worden toegevoegd. Zo ontstond een religieus centrum met onder andere het St. Ignatius College, bakermat van de huidige Loyola-universiteit Chicago. Rond 1890 was dit de grootste Engelstalige parochie in de Verenigde Staten, met meer dan 25.000 parochianen.

## Prediker
Arnold Damen was bovenal een reizend prediker. Volgens een schatting van zijn orde uit 1879 heeft Damen in tweeëntwintig jaar 206 missiebezoeken ('volksmissies') gedaan -gemiddeld twee per week- en daarbij 220.000 km afgelegd, bijna drie miljoen heilige communies uitgereikt en 12.000 mensen tot het katholicisme bekeerd.

## Laatste jaren
In 1885 keerde Damen terug naar Missouri om als missionaris te werken vanuit de jezuïetengemeenschap verbonden aan de Universiteit van Saint Louis. In 1889 ging hij het rustiger aan doen en trok zich terug in Omaha, Nebraska. In juli van dat jaar werd hij getroffen door beroerte in Evanston, Wyoming. Damen stierf op 1 januari 1890 in Omaha op 74-jarige leeftijd. Zijn stoffelijk overschot werd teruggebracht naar Missouri. Hij werd naast De Smet begraven op hetzelfde noviciaat waar hij zijn Amerikaanse avontuur begonnen was. Toen dit complex in de jaren zeventig werd verkocht, zijn de jezuïeten die daar begraven lagen, waaronder ook andere missionarissen uit Noord-Brabant, herbegraven op Calvary Cemetery in Saint Louis.

## Nagedachtenis
De VS kent meerdere gedenktekens met betrekking tot Arnold Damen. Naar hem vernoemd zijn 'Damen Avenue', een hoofdstraat in Chicago en 'Damen Bridge'. Etten-Leur heeft een 'Pater Arnold Damenstraat'.

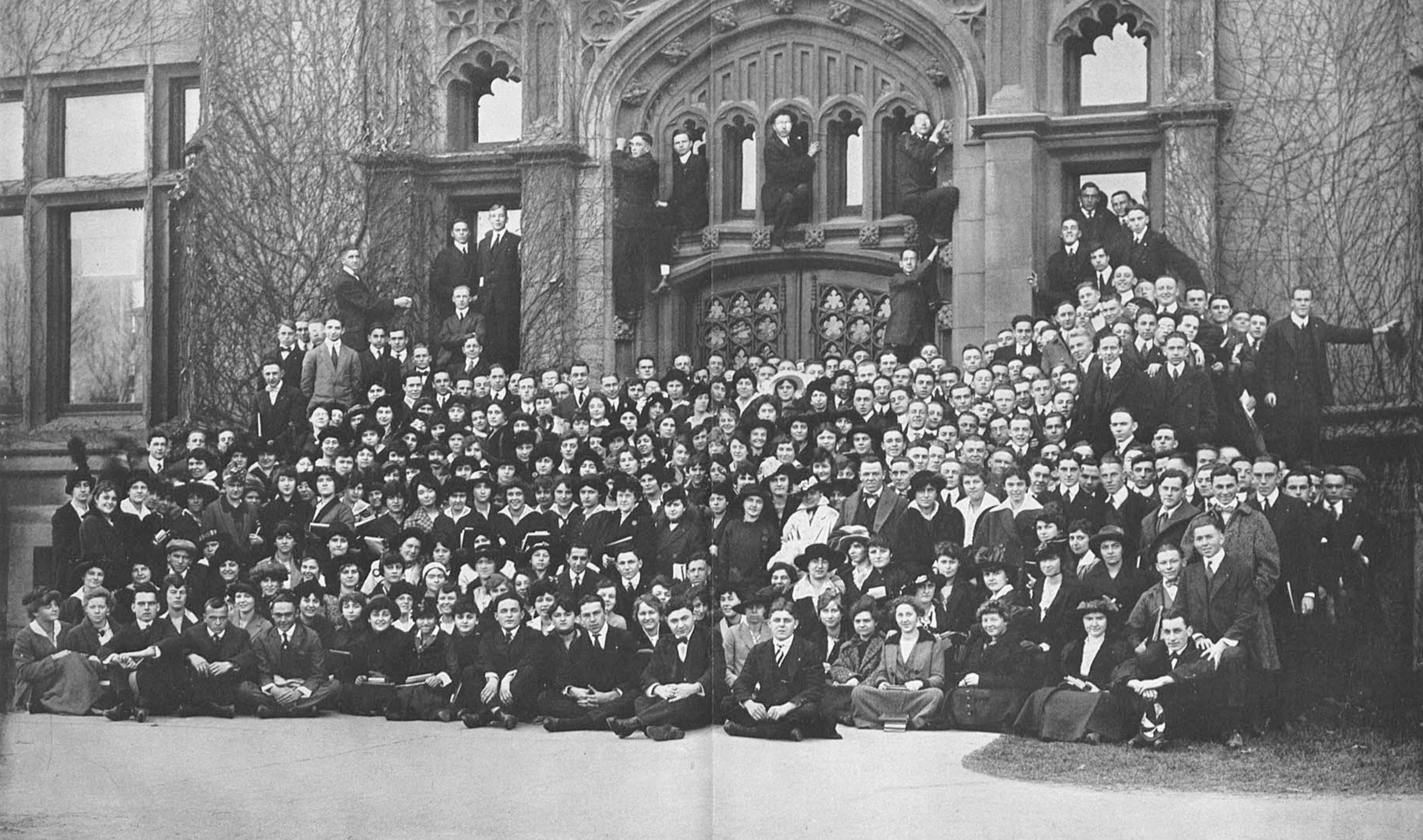
University of Chicago, 1915
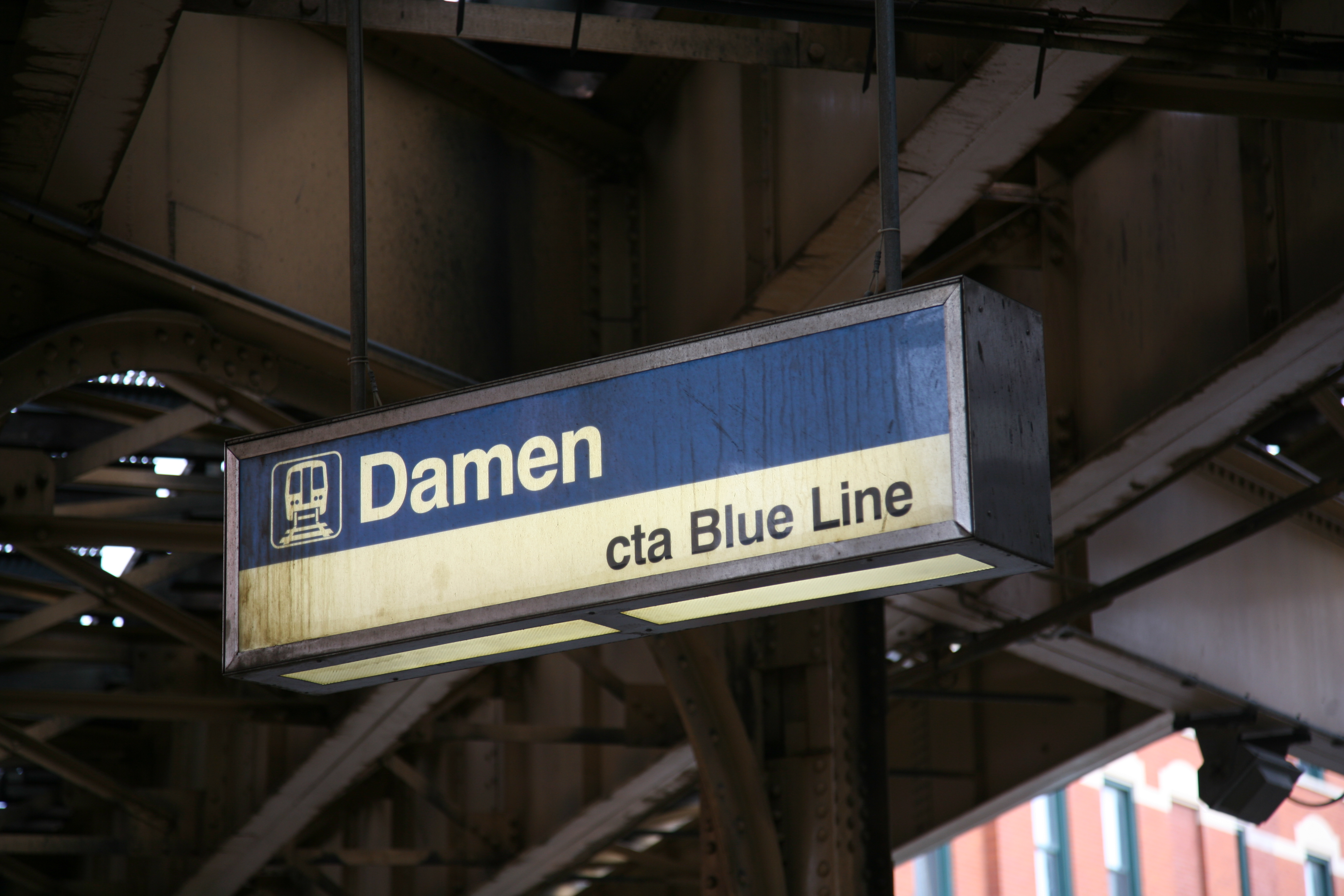
Metrobordje, Damen Avenue, Chicago